# Nepiedó
Nepiedó, Naypyidaw ou Nay Pyi Taw (birmanês: နေပြည်တော်, pronunciado AFI: [nèpjìdɔ̀], "nê-pií-dó") é, desde 2005, a capital de Mianmar. A cidade está localizada no centro do Território da União de Nepiedó. Razões estratégicas da junta militar que governava Mianmar à época motivaram a escolha de uma nova capital que substituísse a antiga capital, Yangon (em português, Rangum).
O seu nome significa "Cidade real" ou "Sede de reis" e o seu nome foi anunciado durante o decorrer do Dia das Forças Armadas celebrado em março de 2006, data considerada como a inaugural da cidade. A capital administrativa de Mianmar (a antiga Birmânia) foi oficialmente trasladada de Rangum para Nepiedó em 6 de novembro de 2005, por decisão da junta militar que governava o país. A população da cidade é incerta, mas julga-se que rondará os 100 000 habitantes, com maioria de birmaneses, e com minorias de chineses e indianos. A religião da maioria dos habitantes é o budismo, e há uma minoria de cristãos.
Embora seja oficialmente a capital do país, muitos países ainda mantém suas embaixadas na antiga capital, Rangum.
A sua localização, num campo a uns 10 km a oeste da cidade de Pyinmana e a uns 320 km a norte da antiga capital, Rangum, foi devido a ali se situar um importante campo de treino para os soldados e oficiais do Exército Independente Birmanês que enfrentou primeiro os britânicos, e onde logo se instalou o general Aung San o seu quartel-geral, que logrou a vitória frente às tropas japonesas durante a sua ocupação do país na Segunda Guerra Mundial. Pyinmana converteu-se num símbolo para o exército birmanês, já que foi o lugar onde os birmaneses conseguiram derrotar exércitos invasores superiores.

## Etimologia
Nepiedó é a palavra birmanesa para "morada do rei" e é geralmente traduzido como "capital real", "sede do rei" ou "morada dos reis". Tradicionalmente, era usado como um sufixo para os nomes das capitais reais, como Mandalay, que se chamava Yadanabon Naypyidaw (ရတနာပုံနေပြည်တော်).

## História
Nepiedó tem uma história curta. Foi fundada em uma área verde perto de Pyinmana, cerca de 320 km a norte da antiga capital, Yangon. A construção começou em 2002. Pelo menos 25 empresas de construção foram contratadas pelo governo militar para construir a cidade, incluindo a Asia World e a Htoo Ltd.

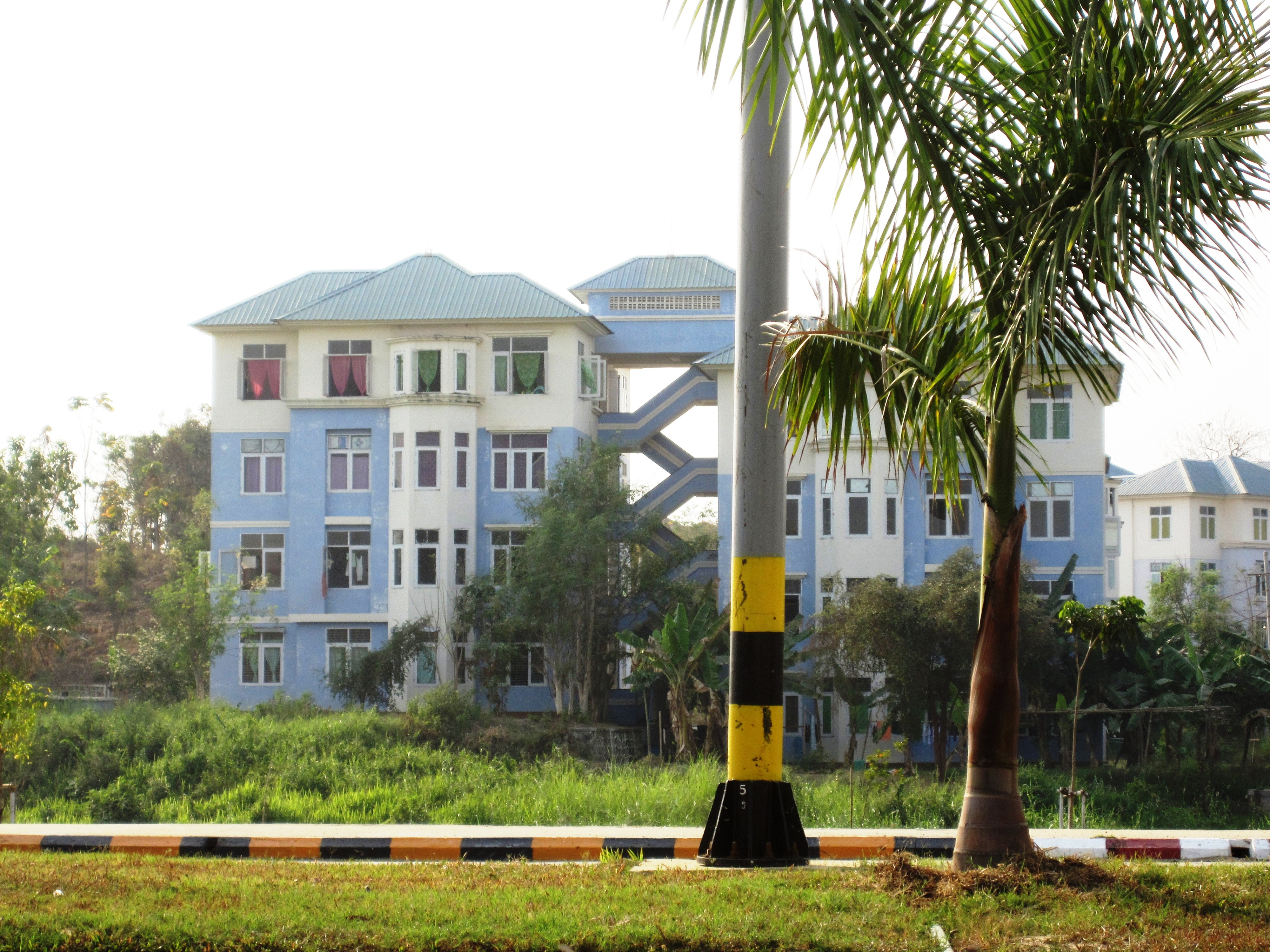
Edifício de apartamentos em Nepiedó

Em 6 de novembro de 2005, a capital administrativa do país foi silenciosamente transferida de Yangon para um local inexplorado a cerca de 320 km ao norte de onde estivera, com uma explicação mínima do governo. O nome oficial da nova capital foi divulgado em 27 de março de 2006, no Dia das Forças Armadas de Mianmar. A construção dessa cidade planejada começou em 2002 e foi concluída em 2012.

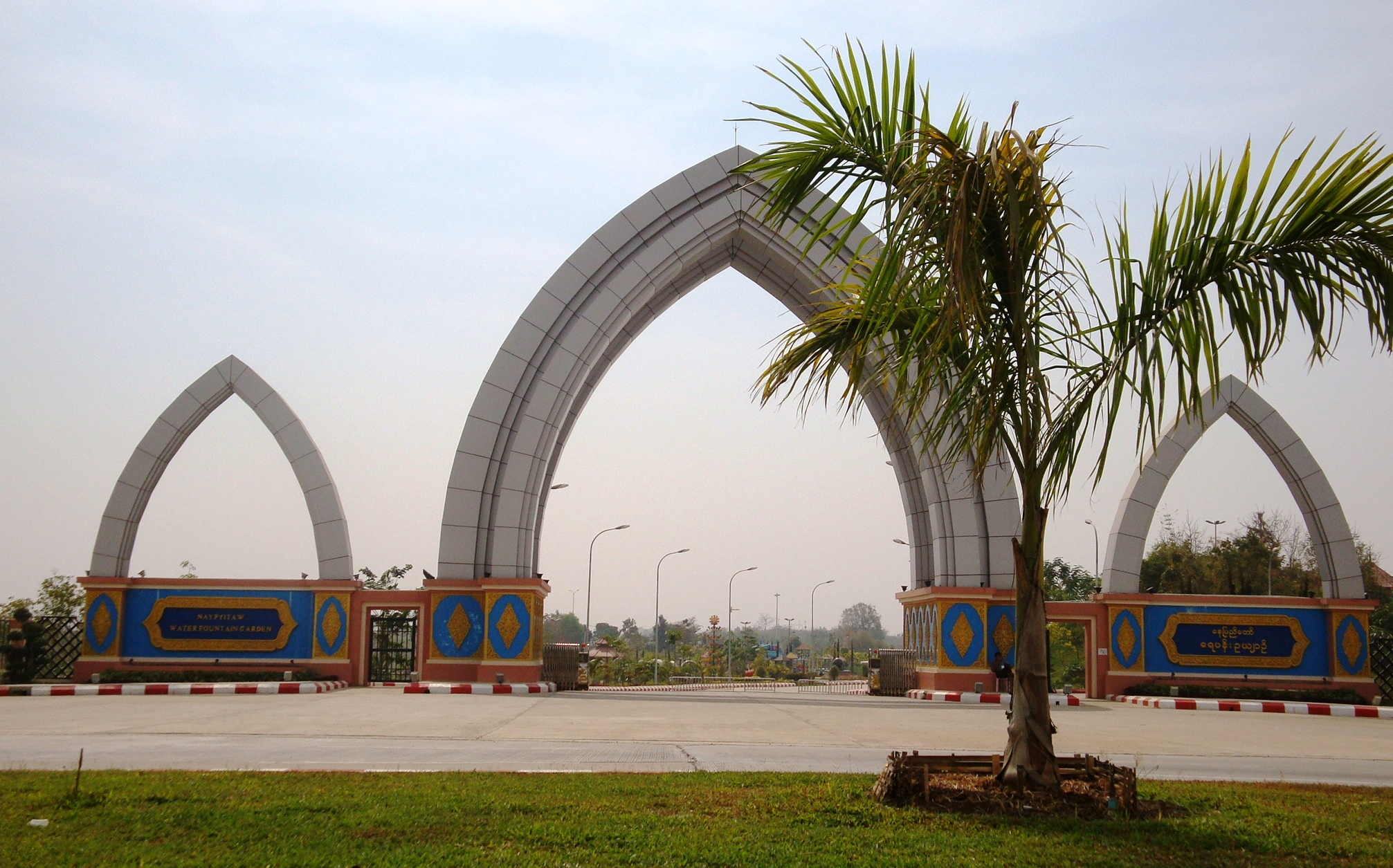
O Water Fountain Garden na capital birmanesa

Em 27 de março de 2006, mais de 12.000 tropas marcharam na capital novo em seu primeiro evento público: um desfile militar maciço para marcar o Dia das Forças Armadas - que é o aniversário do então levante da Birmânia de 1945 contra a ocupação japonesa da Birmânia. As filmagens foram restritas ao campo de parada de concreto que contém três enormes esculturas - representações dos reis Anawrahta, Bayinnaung e Alaungpaya, que são consideradas os três maiores monarcas da história de Mianmar. A cidade foi nomeada oficialmente Nepiedó durante estas cerimónias.

### Motivo para a mudança
Não se sabe por que a capital foi transferida, mas de acordo com The Guardian, Than Shwe fez isso como um "projeto de vaidade". Nepiedó é mais centralmente localizado do que a antiga capital, Yangon. É também um centro de transporte localizado ao lado dos estados Shan, Kayah e Kayin. Os líderes governamentais e militares sentiram que uma presença militar e governamental mais forte nas proximidades poderia proporcionar estabilidade a essas regiões cronicamente turbulentas. A explicação oficial para a mudança da capital foi que Yangon ficara congestionada demais e cheia de pouco espaço para futura expansão dos escritórios do governo.

## Geografia e clima
Nepiedó está localizada entre as cadeias montanhosas de Bago Yoma e Shan Yoma. A cidade ocupa uma área de 7054,37 km² e tem uma população de 924.608 habitantes, segundo dados oficiais.
A Represa Chaungmagyi fica localizada a poucos quilómetros a norte de Nepiedó, enquanto que a Represa Ngalaik está a poucos quilómetros a sul. A Represa Yezin fica mais distante, a nordeste.
| Dados climatológicos para Nepiedó                        | Dados climatológicos para Nepiedó | Dados climatológicos para Nepiedó | Dados climatológicos para Nepiedó | Dados climatológicos para Nepiedó | Dados climatológicos para Nepiedó | Dados climatológicos para Nepiedó | Dados climatológicos para Nepiedó | Dados climatológicos para Nepiedó | Dados climatológicos para Nepiedó | Dados climatológicos para Nepiedó | Dados climatológicos para Nepiedó | Dados climatológicos para Nepiedó | Dados climatológicos para Nepiedó |
| Mês                                                      | Jan                               | Fev                               | Mar                               | Abr                               | Mai                               | Jun                               | Jul                               | Ago                               | Set                               | Out                               | Nov                               | Dez                               | Ano                               |
| -------------------------------------------------------- | --------------------------------- | --------------------------------- | --------------------------------- | --------------------------------- | --------------------------------- | --------------------------------- | --------------------------------- | --------------------------------- | --------------------------------- | --------------------------------- | --------------------------------- | --------------------------------- | --------------------------------- |
| Temperatura máxima média (°C)                            | 30                                | 34                                | 36                                | 38                                | 35                                | 32                                | 31                                | 30                                | 32                                | 32                                | 31                                | 29                                | 32,5                              |
| Temperatura mínima média (°C)                            | 14                                | 16                                | 20                                | 24                                | 25                                | 24                                | 24                                | 24                                | 24                                | 23                                | 20                                | 16                                | 21,2                              |
| Precipitação (mm)                                        | 5                                 | 2                                 | 9                                 | 33                                | 154                               | 160                               | 198                               | 229                               | 186                               | 131                               | 37                                | 7                                 | 1 151                             |
| Fonte: Weather2Travel.com. Acesso em 26 de março de 2013 |                                   |                                   |                                   |                                   |                                   |                                   |                                   |                                   |                                   |                                   |                                   |                                   |                                   |